# A Zalaegerszegi TE FC 2010–2011-es szezonja
A 2010–2011-es magyar labdarúgó-bajnokságban a ZTE a 4. helyet szerezte meg 48 ponttal. A házi gólkirály Prince Rajcomar lett, aki a bajnoki góllövőlista 12. helyén végzett 9 góljával.
A Magyar kupa elődöntőjében a Kecskeméti TE csapatától szenvedett 5–1-es összesítésű vereséget.
A legnagyobb rivális Szombathelyi Haladás csapata ellen ebben a szezonban is veretlen maradt a csapat, ősszel 0–0-s, tavasszal 1–1-es döntetlent játszottak egymással.
A csapat vezetőedzője Csank János volt, akivel 2011 májusában kötöttek további három évre szóló szerződést.
Az évad elején két jelentősebb távozó volt a klubnál, a házi gólkirály Artjoms Rudņevs és a gólpasszlistát vezető Marián Sluka. A téli átigazolás során Illés Gyula és a klubot hosszabb ideje szolgáló Máté Péter távozása említendő. Az érkezők közt két válogatott játékos is volt, a montenegrói Ivan Delić és a lett Daniils Turkovs.
2010 július elsejétől Szabó Imrét nevezték ki a klub utánpótlás igazgatói posztjára.
A legtöbb néző az FTC elleni 2–1-es győzelem alkalmából látogatott ki a ZTE Arénába, 8086 szurkoló foglalt helyet a lelátókon.

## Játékosstatisztikák

### Pályán töltött idő
| Név               | Összes játszott perc | Kezdőcsapatban | Csereként | Összes mérkőzés |
| ----------------- | -------------------- | -------------- | --------- | --------------- |
| Đorđe Kamber      | 2602                 | 29             | 0         | 29              |
| Vlaszák Géza      | 2382                 | 27             | 0         | 27              |
| Matej Miljatovič  | 2320                 | 27             | 1         | 28              |
| Leon Panikvar     | 2233                 | 24             | 2         | 26              |
| Szalai Tamás      | 2224                 | 26             | 1         | 27              |
| Prince Rajcomar   | 1844                 | 21             | 6         | 27              |
| Balázs Zsolt      | 1648                 | 20             | 3         | 23              |
| Kocsárdi Gergely  | 1568                 | 17             | 5         | 22              |
| Horváth András    | 1515                 | 17             | 12        | 29              |
| Varga Róbert      | 1492                 | 17             | 1         | 18              |
| Milan Bogunović   | 1336                 | 15             | 2         | 17              |
| Simon Attila      | 1279                 | 13             | 8         | 21              |
| Kovács Gergő      | 1219                 | 16             | 2         | 18              |
| Illés Gyula       | 927                  | 11             | 3         | 14              |
| Daniils Turkovs   | 892                  | 11             | 2         | 13              |
| Ahmet Delić       | 719                  | 7              | 10        | 17              |
| Máté Péter        | 705                  | 8              | 1         | 9               |
| Simonfalvi Gábor  | 630                  | 5              | 7         | 12              |
| Darko Pavićević   | 616                  | 8              | 0         | 8               |
| Ivan Delić        | 434                  | 3              | 8         | 11              |
| Sipos Gábor       | 307                  | 3              | 1         | 4               |
| Turcsik Tamás     | 245                  | 2              | 4         | 6               |
| Barna Zsolt       | 230                  | 1              | 5         | 6               |
| Artjoms Rudņevs   | 90                   | 1              | 0         | 1               |
| Magasföldi József | 66                   | 2              | 0         | 2               |
| Stefan Cebara     | 24                   | 0              | 2         | 2               |
| Vittman Ádám      | 6                    | 0              | 2         | 2               |
| Kocsis Adrián     | 1                    | 0              | 1         | 1               |

### Gólszerzők
| Prince Rajcomar  | 9 | 0 | 0 | 9  |
| Balázs Zsolt     | 8 | 1 | 0 | 9  |
| Đorđe Kamber     | 6 | 2 | 1 | 9  |
| Simon Attila     | 5 | 5 | 0 | 10 |
| Darko Pavićević  | 5 | 0 | 0 | 5  |
| Daniils Turkovs  | 4 | 1 | 0 | 5  |
| Artjoms Rudņevs  | 2 | 0 | 0 | 2  |
| Milan Bogunović  | 2 | 0 | 0 | 2  |
| Matej Miljatovič | 2 | 0 | 0 | 2  |
| Ahmet Delić      | 1 | 2 | 1 | 4  |
| Szalai Tamás     | 1 | 1 | 0 | 2  |
| Horváth András   | 1 | 1 | 0 | 2  |
| Varga Róbert     | 1 | 0 | 0 | 1  |
| Leon Panikvar    | 1 | 0 | 0 | 1  |
| Ivan Delić       | 1 | 0 | 0 | 1  |

### Sárga és piros lapos figyelmeztetések
- Csak a bajnokságban

| Név              | Sárga lapok | Piros lapok |
| ---------------- | ----------- | ----------- |
| Vlaszák Géza     | 2           | 2           |
| Leon Panikvar    | 8           | 1           |
| Milan Bogunovič  | 6           | 1           |
| Matej Miljatovič | 5           | 1           |
| Szalai Tamás     | 3           | 1           |
| Varga Róbert     | 3           | 1           |
| Leon Panikvar    | 8           | 1           |
| Đorđe Kamber     | 10          | 0           |
| Kocsárdi Gergely | 5           | 0           |
| Prince Rajcomar  | 4           | 0           |
| Kovács Gergő     | 4           | 0           |
| Balázs Zsolt     | 4           | 0           |
| Horváth András   | 4           | 0           |
| Darko Pavićević  | 3           | 0           |
| Simonfalvi Gábor | 3           | 0           |
| Máté Péter       | 3           | 0           |
| Ivan Delić       | 2           | 0           |
| Illés Gyula      | 2           | 0           |
| Simon Attila     | 1           | 0           |
| Barna Zsolt      | 1           | 0           |
| Daniils Turkovs  | 1           | 0           |

## Változások a csapat keretében
| Érkezők - Barna Zsolt (MTK - kölcsön után végleg) - Vittman Ádám (ZTE II) - Kocsis Adrián (ZTE II) - Turcsik Tamás (ZTE II) - Ivancsics Gellért (DVTK) - Ahmet Delić (SC Ostbahn XI) - Varga Róbert (Videoton FC) - Simon Attila (Kecskeméti TE - kölcsönbe; ősszel, majd tavasszal is) - Stefan Cebara (FK Rad Beograd) - Ivan Delić (FK Budućnost Podgorica) - Daniils Turkovs (Skonto FK) - Marko Milosaljević - Simonfalvi Gábor (PMFC - kölcsönbe) - Szabó Ádám (Bőcs KSC) - Aleksander Novaković (Kaposvári Rákóczi FC) - Nánási Balázs (Nyíregyháza Spartacus FC) - Emre Okatan (SV St. Gallen) | Távozók - Marián Sluka (FK Nyoman Hrodna) - Bozsoki Imre (Kozármisleny SE) - Péter Péter (Ajka FC - kölcsönbe) - Schultz Levente (PMFC) - Nenad Todorović (PMFC) - Artjoms Rudņevs (Lech Poznań) - Petneházi Márk (Orosháza FC - kölcsönbe, majd végleg) - Polareczki Roland (Soproni VSE - kölcsönbe) - Magasföldi József (Paksi FC) - Ivancsics Gellért (BFC Siófok, majd Budapest Honvéd - kölcsönbe) - Simon Attila (Kecskeméti TE - kölcsönből vissza) - Illés Gyula (DVSC) - Pogacsics Krisztián (FC Bihor Oradea) - Máté Péter (Kaposvári Rákóczi FC) |

## Mérkőzések
| Színmagyarázat | Színmagyarázat |
| -------------- | -------------- |
|                | Győzelem.      |
|                | Döntetlen.     |
|                | Vereség.       |

### Monicomp Liga 2010–11

#### Őszi fordulók
| 1. forduló 2010. július 31. 19:00 |

| Zalaegerszegi TE                               | 3 – 5               | Kaposvári Rákóczi                                                          |
| ---------------------------------------------- | ------------------- | -------------------------------------------------------------------------- |
| Rudņevs 45' 60' Balázs 66' Kovács 55' Máté 64' | (1 – 4) Jegyzőkönyv | Pavlović 16' 59' Kovács 28' (öngól) Oláh 28' Grúz 45' Balázs 54' Gujić 66' |

| ZTE Aréna, Zalaegerszeg Nézőszám: 3 028 Játékvezető: Bognár Tamás (magyar) |

| 2. forduló 2010. augusztus 7. 19:00 |

| Haladás                                 | 0 – 0               | Zalaegerszegi TE |
| --------------------------------------- | ------------------- | ---------------- |
| Molnár 21' Tóth 34' Simon 52' Rajos 85' | (0 – 0) Jegyzőkönyv | Panikvar 82′     |

| Rohonci úti stadion, Szombathely Nézőszám: 6 000 Játékvezető: Miquel Alvaro Garcia (chilei) |

| 3. forduló 2010. szeptember 1. 19:00 |

| Zalaegerszegi TE                              | 3 – 1               | Lombard Pápa                                  |
| --------------------------------------------- | ------------------- | --------------------------------------------- |
| Rajcomar 26' Pavićević 42' 90' (11-esből) 84' | (2 – 1) Jegyzőkönyv | Abwo 12' Dlusztus 10' Quintero 60' Rebryk 75' |

| ZTE Aréna, Zalaegerszeg Nézőszám: 2 218 Játékvezető: Veizer Roland (magyar) |

- Elhalasztott mérkőzés.

| 4. forduló 2010. augusztus 21. 19:00 |

| Paksi FC                        | 2 – 2               | Zalaegerszegi TE                                   |
| ------------------------------- | ------------------- | -------------------------------------------------- |
| Montvai 29' Kiss 43' Sifter 40' | (2 – 1) Jegyzőkönyv | Kamber 13' Linval 47' 47' Kovács 39' Bogunović 53' |

| Fehérvári úti stadion, Paks Nézőszám: 2 000 Játékvezető: Oláh Gábor (magyar) |

| 5. forduló 2010. augusztus 28. 19:00 |

| Zalaegerszegi TE                                                      | 2 – 1               | Kecskeméti TE                            |
| --------------------------------------------------------------------- | ------------------- | ---------------------------------------- |
| Prince 9' (11-esből) 73' Kamber 17' Miljatovič 62′, 82′ Bogunović 64' | (1 – 0) Jegyzőkönyv | Némedi 83' (11-esből) Ribánszki 52′, 66′ |

| ZTE Aréna, Zalaegerszeg Nézőszám: 2 200 Játékvezető: Solymosi Péter (magyar) |

| 6. forduló 2010. szeptember 11. 15:00 |

| Budapest Honvéd                             | 1 – 0               | Zalaegerszegi TE                                                                   |
| ------------------------------------------- | ------------------- | ---------------------------------------------------------------------------------- |
| Abass 22' Kemenes 32' Takács 57' Danilo 83' | (1 – 0) Jegyzőkönyv | Rajcomar 19' Pavićević 32' Szalai 38′ Horváth 81' Bogunović 83' Máté 90' Illés 90' |

| Bozsik József Stadion, Budapest Nézőszám: 500 Játékvezető: Vad II. István (magyar) |

| 7. forduló 2010. szeptember 28. 19:00 |

| Zalaegerszegi TE                  | 1 – 2               | Videoton               |
| --------------------------------- | ------------------- | ---------------------- |
| Varga 37' Kocsárdi 60' Kamber 82' | (1 – 1) Jegyzőkönyv | Polonkai 28' Alves 83' |

| ZTE Aréna, Zalaegerszeg Nézőszám: 2 600 Játékvezető: Solymosi Péter (magyar) Asszisztensek: Farkas Balázs Takács Gábor |

| 8. forduló 2010. szeptember 25. 17:30 |

| Győri ETO                         | 0 – 1               | Zalaegerszegi TE                                   |
| --------------------------------- | ------------------- | -------------------------------------------------- |
| Kiss 28' Alekszidze 42' Fehér 84' | (0 – 0) Jegyzőkönyv | Bogunović 85' Kocsárdi 25' Pavićević 43' Illés 48' |

| ETO Park, Győr Nézőszám: 3 500 Játékvezető: Vad II. István (magyar) |

| 9. forduló 2010. október 2. 15:00 |

| Zalaegerszegi TE                               | 2 – 1               | Újpest                              |
| ---------------------------------------------- | ------------------- | ----------------------------------- |
| Pavićević 8' Rajcomar 57' Máté 37' Vlaszák 86' | (1 – 0) Jegyzőkönyv | Rajczi 87' (11-esből) 36' Matoš 50' |

| ZTE Aréna, Zalaegerszeg Nézőszám: 4 115 Játékvezető: Fábián Mihály (magyar) |

| 10. forduló 2010. október 16. 17:00 |

| BFC Siófok                       | 0 – 4               | Zalaegerszegi TE                                                                  |
| -------------------------------- | ------------------- | --------------------------------------------------------------------------------- |
| Graszl 42' Kecskés 52' Novák 80' | (0 – 1) Jegyzőkönyv | Balázs 29' Simon 67' Mogyorósi 72' (öngól) Kamber 78' Panikvar 53' Miljatovič 57' |

| Révész Géza utcai stadion, Siófok Nézőszám: 1 500 Játékvezető: Vad II. István (magyar) |

| 11. forduló 2010. október 22. 19:00 |

| Zalaegerszegi TE              | 2 – 1               | Vasas         |
| ----------------------------- | ------------------- | ------------- |
| Rajcomar 72' Miljatovič 90+2' | (0 – 0) Jegyzőkönyv | Mileusnić 70' |

| ZTE Aréna, Zalaegerszeg Nézőszám: 2 756 Játékvezető: Oláh Gábor (magyar) |

| 12. forduló 2010. október 30. 17:00 |

| MTK Budapest                                              | 3 – 4               | Zalaegerszegi TE                                                    |
| --------------------------------------------------------- | ------------------- | ------------------------------------------------------------------- |
| Könyves 53' Ladányi 64' Eppel 84' Szatmári 42' Vukmir 55' | (0 – 3) Jegyzőkönyv | Balázs 10' 59' Simon 34' 33' Linval 42' (11-esből) Panikvar 90' 53' |

| Hidegkuti Nándor Stadion, Budapest Nézőszám: 500 Játékvezető: Szilasi Szabolcs (magyar) |

| 13. forduló 2010. november 6. 17:30 |

| Zalaegerszegi TE                                                               | 2 – 1               | Ferencváros                                     |
| ------------------------------------------------------------------------------ | ------------------- | ----------------------------------------------- |
| Balázs 4' Delić 89' (11-esből) Panikvar 26' Kamber 59' Horváth 90' Varga 90+4' | (1 – 0) Jegyzőkönyv | Rósa 64' Miljković 21' Csizmadia 67' Maróti 88' |

| ZTE Aréna, Zalaegerszeg Nézőszám: 8 086 Játékvezető: Kassai Viktor (magyar) |

| 14. forduló 2010. november 13. 15:00 |

| Debreceni VSC                                        | 2 – 1               | Zalaegerszegi TE                                                      |
| ---------------------------------------------------- | ------------------- | --------------------------------------------------------------------- |
| Varga 6' (öngól) Coulibaly 22' Varga 31' Dombi 90+2' | (2 – 0) Jegyzőkönyv | Simon 52' Szalai 38' Rajcomar 67' Panikvar 71' Kamber 79' Horváth 88' |

| Oláh Gábor utcai stadion, Debrecen Nézőszám: 4 000 Játékvezető: Iványi Zoltán (magyar) |

| 15. forduló 2010. november 20. 16:00 |

| Zalaegerszegi TE                    | 2 – 1               | Szolnoki MÁV                                             |
| ----------------------------------- | ------------------- | -------------------------------------------------------- |
| Miljatovič 16' Kamber 52' Barna 90' | (1 – 0) Jegyzőkönyv | Remili 87' 25' Mile 34' Koós 57' Mircea 67' Pisanjuk 83′ |

| ZTE Aréna, Zalaegerszeg Nézőszám: 2 354 Játékvezető: Kovács J. Zoltán (magyar) |

| 16. forduló 2010. november 27. 16:00 |

| Kaposvári Rákóczi                        | 2 – 1               | Zalaegerszegi TE                           |
| ---------------------------------------- | ------------------- | ------------------------------------------ |
| Oláh 11' Perić 13' Hegedűs 16' Okuka 28' | (2 – 1) Jegyzőkönyv | Simon 1' Varga 12' Kamber 21' Rajcomar 26' |

| Rákóczi Stadion, Kaposvár Nézőszám: 2 000 Játékvezető: Fábián Mihály (magyar) |

#### Tavaszi fordulók
| 17. forduló 2011. február 26. 16:00 |

| Zalaegerszegi TE | 1 – 1               | Haladás                         |
| ---------------- | ------------------- | ------------------------------- |
| Balázs 40'       | (1 – 1) Jegyzőkönyv | Kenesei 3' (11-esből) Sipos 73' |

| ZTE Aréna, Zalaegerszeg Nézőszám: 6 780 Játékvezető: Andó-Szabó Sándor (magyar) |

| 18. forduló 2011. március 5. 15:00 |

| Lombard Pápa                                     | 4 – 3               | Zalaegerszegi TE                                                                                            |
| ------------------------------------------------ | ------------------- | --- |
| Takács 8' 63' Marić 66' (11-esből) 86' Šupić 58' | (1 – 2) Jegyzőkönyv | Bogunović 24' Rajcomar 29' Balázs 58' 68' Miljatovič 10' Szalai 17' Panikvar 36' Vlaszák 65' Simonfalvi 81' |

| Perutz Stadion, Pápa Nézőszám: 2 000 Játékvezető: Németh Ádám (magyar) |

| 19. forduló 2011. március 12. 17:30 |

| Zalaegerszegi TE                                                            | 1 – 0               | Paksi FC |
| --------------------------------------------------------------------------- | ------------------- | -------- |
| Horváth 39' Balázs 11' Kovács 64' Simonfalvi 70' Kocsárdi 75' Bogunović 81' | (1 – 0) Jegyzőkönyv | Báló 58' |

| ZTE Aréna, Zalaegerszeg Nézőszám: 2 500 Játékvezető: Kovács J. Zoltán (magyar) |

| 20. forduló 2011. március 18. 17:00 |

| Kecskeméti TE                      | 1 – 0               | Zalaegerszegi TE                    |
| ---------------------------------- | ------------------- | ----------------------------------- |
| Gyagya 35' Čukić 63' Ribánszki 86' | (1 – 0) Jegyzőkönyv | Bogunović 34' Vlaszák 50′ Delić 87' |

| Széktói Stadion, Kecskemét Nézőszám: 3 000 Játékvezető: Fábián Mihály (magyar) |

| 21. forduló 2011. április 2. 17:30 |

| Zalaegerszegi TE                                     | 2 – 1               | Budapest Honvéd                                  |
| ---------------------------------------------------- | ------------------- | ------------------------------------------------ |
| Turkovs 52' Kamber 85' 81' Kocsárdi 20' Panikvar 85' | (0 – 0) Jegyzőkönyv | Akassou 87' (11-esből) 22' Horváth 53' Hajdú 64′ |

| ZTE Aréna, Zalaegerszeg Nézőszám: 2 500 Játékvezető: Németh Ádám (magyar) |

| 22. forduló 2011. április 8. 19:00 |

| Videoton                                    | 3 – 0               | Zalaegerszegi TE                                             |
| ------------------------------------------- | ------------------- | ------------------------------------------------------------ |
| Vasiljević 72' Alves 82' (11-esből) 92' 92' | (0 – 0) Jegyzőkönyv | Panikvar 27' Kamber 72' Miljatovič 73' Varga 76′ Vlaszák 80′ |

| Sóstói Stadion, Székesfehérvár Nézőszám: 4 500 Játékvezető: Iványi Zoltán (magyar) Asszisztensek: Szpisják Zsolt Tóth Vencel ifj. |

| 23. forduló 2011. április 16. 17:30 |

| Zalaegerszegi TE                 | 1 – 1               | Győri ETO                                             |
| -------------------------------- | ------------------- | ----------------------------------------------------- |
| Ganugrava 47' (öngól) Balázs 39' | (0 – 0) Jegyzőkönyv | Völgyi 79' 63' Fomumbod 71′ Totadze 74' Ganugrava 79' |

| ZTE Aréna, Zalaegerszeg Nézőszám: 2 750 Játékvezető: Vad II. István (magyar) |

| 24. forduló 2011. április 22. 19:00 |

| Újpest                                                                        | 4 – 2               | Zalaegerszegi TE                  |
| ----------------------------------------------------------------------------- | ------------------- | --------------------------------- |
| Ahjupera 38' 85' 90+2' Lázár 46' Balogh 49' Pollák 23' Balajti 52' Takács 61' | (1 – 0) Jegyzőkönyv | Rajcomar 66' (11-esből) Delić 88' |

| Szusza Ferenc Stadion, Budapest Nézőszám: 3 247 Játékvezető: Szabó Zsolt (magyar) |

| 25. forduló 2011. április 27. 18:00 |

| Zalaegerszegi TE                                 | 2 – 1               | BFC Siófok                                                          |
| ------------------------------------------------ | ------------------- | ------------------------------------------------------------------- |
| Turkovs 15' Simon 54' Kocsárdi 12' Bogunović 64′ | (1 – 0) Jegyzőkönyv | Csordás 64' (11-esből) Isaac 25' Ludánszki 53' Tusori 72' Novák 77' |

| ZTE Aréna, Zalaegerszeg Nézőszám: 2 038 Játékvezető: Andó-Szabó Sándor (magyar) |

| 26. forduló 2011. április 30. 15:00 |

| Vasas                                             | 2 – 0               | Zalaegerszegi TE |
| ------------------------------------------------- | ------------------- | ---------------- |
| Lisztes 38' Ponczók 64' Kulcsár 39' Mileusnić 51' | (1 – 0) Jegyzőkönyv | Panikvar 78'     |

| Illovszky Rudolf Stadion, Budapest Nézőszám: 1 500 Játékvezető: Farkas Ádám (magyar) |

| 27. forduló 2011. május 6. 19:00 |

| Zalaegerszegi TE                 | 1 – 0               | MTK Budapest   |
| -------------------------------- | ------------------- | -------------- |
| Turkovs 57' Delić 68' Kovács 84' | (0 – 0) Jegyzőkönyv | Gál 4' Pál 73' |

| ZTE Aréna, Zalaegerszeg Nézőszám: 1 700 Játékvezető: Fábián Mihály (magyar) |

| 28. forduló 2011. május 10. 20:00 |

| Ferencváros                                                                    | 4 – 4               | Zalaegerszegi TE                                                        |
| ------------------------------------------------------------------------------ | ------------------- | ----------------------------------------------------------------------- |
| Schembri 35' 83' Pölöskey 55' 89' Heinz 75' Abdi 25' Morales 69' Csizmadia 74' | (1 – 4) Jegyzőkönyv | Szalai 16' 60' Balázs 18' Turkovs 28' 29' Kamber 39' 42' Simonfalvi 69' |

| Albert Flórián Stadion, Budapest Nézőszám: 3 000 Játékvezető: Kassai Viktor (magyar) |

| 29. forduló 2011. május 13. 19:00 |

| Zalaegerszegi TE                                                       | 1 – 1               | Debreceni VSC                          |
| ---------------------------------------------------------------------- | ------------------- | -------------------------------------- |
| Ramos 71' (öngól) Bogunović 33' Kamber 44' Panikvar 65' Miljatovič 68' | (0 – 0) Jegyzőkönyv | Bódi 69' (11-esből) Nagy 51' Ramos 90' |

| ZTE Aréna, Zalaegerszeg Nézőszám: 2 400 Játékvezető: Szabó Zsolt (magyar) |

| 30. forduló 2011. május 22. 17:30 |

| Szolnoki MÁV          | 1 – 3               | Zalaegerszegi TE                                                                |
| --------------------- | ------------------- | ------------------------------------------------------------------------------- |
| Miličić 53' Jokić 28' | (0 – 2) Jegyzőkönyv | Kamber 21' 38' Balázs 41' Máté 61' (öngól) Miljatovič 39' Horváth 72' Varga 79' |

| Tiszaligeti stadion, Szolnok Nézőszám: 1 000 Játékvezető: Radványi Ádám (magyar) |

#### Végeredmény
| #   | Csapat              | M  | GY | D  | V  | G+ – G– | GK  | P                                                      | Megjegyzések                                   |
| --- | ------------------- | -- | -- | -- | -- | ------- | --- | ------------------------------------------------------ | ---------------------------------------------- |
| 1.  | Videoton (B)        | 30 | 18 | 7  | 5  | 59–29   | +30 | 61                                                     | 2011–2012-es Bajnokok Ligája – 2. selejtezőkör |
| 2.  | Paks                | 30 | 17 | 5  | 8  | 54–38   | +16 | 56                                                     | 2011–2012-es Európa-liga – 1. selejtezőkör     |
| 3.  | Ferencváros         | 30 | 15 | 5  | 10 | 50–43   | +7  | 50                                                     | 2011–2012-es Európa-liga – 1. selejtezőkör     |
| 4.  | Zalaegerszegi TE    | 30 | 14 | 6  | 10 | 51–47   | +4  | 48 \|rowspan="8" style="background-color: #fafafa;" \| |                                                |
| 5.  | Debreceni VSCCV, K  | 30 | 12 | 10 | 8  | 53–43   | +10 | 46                                                     |                                                |
| 6.  | Újpest              | 30 | 13 | 6  | 11 | 50–38   | +12 | 45                                                     |                                                |
| 7.  | Kaposvári Rákóczi   | 30 | 13 | 4  | 13 | 41–42   | −1  | 43                                                     |                                                |
| 8.  | Haladás             | 30 | 11 | 8  | 11 | 42–36   | +6  | 41                                                     |                                                |
| 9.  | Győri ETO           | 30 | 10 | 11 | 9  | 40–35   | +5  | 41                                                     |                                                |
| 10. | Budapest Honvéd     | 30 | 11 | 7  | 12 | 36–39   | −3  | 40                                                     |                                                |
| 11. | Vasas               | 30 | 11 | 7  | 12 | 34–46   | −12 | 40                                                     |                                                |
| 12. | Kecskeméti TE (KGY) | 30 | 11 | 3  | 16 | 51–56   | −5  | 36                                                     | 2011–2012-es Európa-liga – 2. selejtezőkör1    |
| 13. | Lombard Pápa        | 30 | 10 | 5  | 15 | 39–52   | −13 | 35 \|rowspan="2" style="background-color: #fafafa;" \| |                                                |
| 14. | BFC SiófokÚ         | 30 | 8  | 10 | 12 | 29–41   | −12 | 34                                                     |                                                |
| 15. | MTK Budapest (K)    | 30 | 8  | 6  | 16 | 35–49   | −14 | 30                                                     | NB II                                          |
| 16. | Szolnoki MÁVÚ (K)   | 30 | 5  | 6  | 19 | 26–56   | −30 | 21                                                     | NB II                                          |

Utolsó frissítés: 2011. május 22. 
Forrás: MLSZ adatbank 
A rangsorolás alapszabályai: 1. összpontszám, 2. győzelmek száma, 3. gólkülönbség, 4. szerzett gólok száma, 5. egymás elleni eredmények összpontszáma,  6. egymás elleni eredmények gólkülönbsége, 7. egymás elleni eredmények szerzett góljainak száma, 8. egymás elleni eredmények idegenben szerzett góljainak száma.
1 A Kecskeméti TE a 2011–2012-es Európa-liga 2. selejtezőkörében indulhat, kupagyőztesként.
(B): Bajnokcsapat, (K): Kieső csapat, (F): Feljutó csapat, (I): Kupainduló, (R): A rájátszás győztese, (KGY): Kupagyőztes

#### Az eredmények összesítése
Az alábbi táblázatban összesítve szerepelnek a Zalaegerszegi TE FC 2010/11-es bajnokságban elért eredményei.
| Ősz/tavasz (forduló)    | Otthon | Otthon | Otthon | Otthon | Otthon | Otthon | Otthon | Idegenben | Idegenben | Idegenben | Idegenben | Idegenben | Idegenben | Idegenben |
| Ősz/tavasz (forduló)    | M      | GY     | D      | V      | LG–KG  | GK     | P      | M         | GY        | D         | V         | LG–KG     | GK        | P         |
| ----------------------- | ------ | ------ | ------ | ------ | ------ | ------ | ------ | --------- | --------- | --------- | --------- | --------- | --------- | --------- |
| Őszi szezon (1–16.)     | 8      | 6      | 0      | 2      | 17–13  | +4     | 18     | 8         | 3         | 2         | 3         | 13–10     | +3        | 11        |
| Tavaszi szezon (17–30.) | 7      | 4      | 3      | 0      | 9–5    | +4     | 15     | 7         | 1         | 1         | 5         | 12–19     | –7        | 4         |
| Összesen (1–30.)        | 15     | 10     | 3      | 2      | 26–18  | +8     | 33     | 15        | 4         | 3         | 8         | 25–29     | –4        | 15        |

#### Helyezések fordulónként
| Forduló  | 1  | 2  | 3  | 4 | 5  | 6  | 7  | 8  | 9  | 10 | 11 | 12 | 13 | 14 | 15 | 16 | 17 | 18 | 19 | 20 | 21 | 22 | 23 | 24 | 25 | 26 | 27 | 28 | 29 | 30 |
| -------- | -- | -- | -- | - | -- | -- | -- | -- | -- | -- | -- | -- | -- | -- | -- | -- | -- | -- | -- | -- | -- | -- | -- | -- | -- | -- | -- | -- | -- | -- |
| Helyszín | O  | I  | O  | I | O  | I  | O  | I  | O  | I  | O  | I  | O  | I  | O  | I  | O  | I  | O  | I  | O  | I  | O  | I  | O  | I  | O  | I  | O  | I  |
| Eredmény | V  | D  | GY | D | GY | V  | V  | GY | GY | GY | GY | GY | GY | V  | GY | V  | D  | V  | GY | V  | GY | V  | D  | V  | GY | V  | GY | D  | D  | GY |
| Helyezés | 14 | 13 | 9  | 9 | 8  | 10 | 11 | 10 | 7  | 4  | 2  | 2  | 2  | 3  | 2  | 2  | 4  | 5  | 3  | 4  | 4  | 5  | 5  | 5  | 5  | 6  | 5  | 5  | 5  | 4  |

Helyszín: O = Otthon; I = Idegenben. Eredmény: GY = Győzelem; D = Döntetlen; V = Vereség.

### Magyar kupa
| 4. forduló 2010. október 6. 14:30 |

| Budapest Honvéd II. | 1 – 2               | Zalaegerszegi TE                  |
| ------------------- | ------------------- | --------------------------------- |
| Bajner 75' Nagy 84' | (0 – 1) Jegyzőkönyv | Balázs 3' Horváth 48' Turcsik 50′ |

| Nézőszám: 400 Játékvezető: Pintér Csaba (magyar) |

| 5. forduló Első mérkőzés 2010. november 10. 17:00 |

| Vasas                                 | 0 – 6               | Zalaegerszegi TE                                            |
| ------------------------------------- | ------------------- | ----------------------------------------------------------- |
| Pavičević 29' Hrepka 39' Beliczky 70' | (0 – 2) Jegyzőkönyv | Delić 14' Simon 25' 69' 83' Kamber 61' Szalai 86' Illés 55' |

| Illovszky Rudolf Stadion, Budapest Nézőszám: 500 Játékvezető: Miquel Alvaro Garcia (chilei) |

| 5. forduló Visszavágó 2011. március 2. 14:00 |

| Zalaegerszegi TE                  | 3 – 0               | Vasas        |
| --------------------------------- | ------------------- | ------------ |
| Simon 3' 10' Cebara 39' Barna 67' | (3 – 0) Jegyzőkönyv | Matolcsi 30' |

| ZTE Aréna, Zalaegerszeg Nézőszám: 300 Játékvezető: Urbán Eszter (magyar) |

| 6. forduló Első mérkőzés 2011. március 8. 18:00 |

| MTK Budapest | 0 – 0               | Zalaegerszegi TE                     |
| ------------ | ------------------- | ------------------------------------ |
|              | (0 – 0) Jegyzőkönyv | Miljatovič 22' Szalai 44' Kovács 75' |

| Hidegkuti Nándor Stadion, Budapest Nézőszám: 500 Játékvezető: Vad II. István (magyar) |

| 6. forduló Visszavágó 2011. március 15. 17:00 |

| Zalaegerszegi TE                                                   | 2 – 1               | MTK Budapest                                |
| ------------------------------------------------------------------ | ------------------- | ------------------------------------------- |
| Delić 36' 30' Turkovs 48' Simonfalvi 47' Miljatovič 85' Kovács 90' | (1 – 1) Jegyzőkönyv | Könyves 43' Vukmir 23' Szekeres 71' Pál 88' |

| ZTE Aréna, Zalaegerszeg Nézőszám: 4 352 Játékvezető: Kassai Viktor (magyar) |

| Elődöntő Első mérkőzés 2011. április 19. 18:00 |

| Kecskeméti TE                                                     | 5 – 1               | Zalaegerszegi TE                                       |
| ----------------------------------------------------------------- | ------------------- | ------------------------------------------------------ |
| Foxi 7' 89' Tököli 18' Litsingi 29' 34' Alempijević 51' Ebala 69' | (4 – 0) Jegyzőkönyv | Kamber 79' Turkovs 20' Varga 42' Balázs 62' Szalai 75' |

| Széktói Stadion, Kecskemét Nézőszám: 2 200 Játékvezető: Miquel Alvaro Garcia (chilei) |

| Elődöntő Visszavágó 2011. május 3. 17:00 |

| Zalaegerszegi TE | 0 – 0               | Kecskeméti TE |
| ---------------- | ------------------- | ------------- |
| Delić 54'        | (0 – 0) Jegyzőkönyv | Gyagya 65'    |

| ZTE Aréna, Zalaegerszeg Nézőszám: 500 Játékvezető: Gaál Gyöngyi (magyar) |

### Ligakupa

#### Negyeddöntő
| Első mérkőzés 2011. február 19. 13:00 |

| Zalaegerszegi TE                       | 0 – 2               | BFC Siófok                                                    |
| -------------------------------------- | ------------------- | ------------------------------------------------------------- |
| Bogunović 45' Horváth 56' Kovács 90+1' | (0 – 1) Jegyzőkönyv | Turcsik 31' (öngól) Délczeg 58' 52' Mogyorósi 29' Melczer 84' |

| ZTE Aréna, Zalaegerszeg Játékvezető: Oláh Gábor (magyar) |

| Visszavágó 2011. február 22. 13:00 |

| BFC Siófok | 0 – 4               | Zalaegerszegi TE                                                     |
| ---------- | ------------------- | -------------------------------------------------------------------- |
| Fehér 30'  | (0 – 2) Jegyzőkönyv | Horváth 16' Cebara 32' Delić 83' Simon 88' Kocsárdi 52' Panikvar 80' |

| Révész Géza utcai stadion, Siófok Játékvezető: Gaál Gyöngyi (magyar) |

#### Elődöntő
| Első mérkőzés 2011. március 26. 16:30 |

| Zalaegerszegi TE       | 1 – 2               | Paksi FC                                       |
| ---------------------- | ------------------- | ---------------------------------------------- |
| A. Delić 23' Simon 43' | (1 – 1) Jegyzőkönyv | Magasföldi 9' 71' Gévay 67' Szabó 73' Báló 75′ |

| ZTE Aréna, Zalaegerszeg Játékvezető: Oláh Gábor (magyar) |

| Visszavágó 2011. március 30. 18:00 |

| Paksi FC                   | 2 – 1               | Zalaegerszegi TE                   |
| -------------------------- | ------------------- | ---------------------------------- |
| Magasföldi 19' Montvai 64' | (1 – 0) Jegyzőkönyv | Kamber 73' Kovács 21' Panikvar 23' |

| Fehérvári úti stadion, Paks Játékvezető: Veizer Roland (magyar) |

### Európa-liga
1. selejtezőkör
| Első mérkőzés 2010. július 1. 17:30 |

| KF Tirana | 0 – 0   | Zalaegerszegi TE    |
| --------- | ------- | ------------------- |
|           | (0 – 0) | Máté 40' Kamber 74' |

| Tirana Nézőszám: 800 Játékvezető: Raymond Crangle (északír) |

| Visszavágó 2010. július 8. 19:00 |

| Zalaegerszegi TE                      | 0 – 1 (h. u.) | KF Tirana                |
| ------------------------------------- | ------------- | ------------------------ |
| Panikvar 46' Illés 87' Miljatovič 90' | (0 – 0)       | Karabeci 107' Plaku 119' |

| ZTE Aréna, Zalaegerszeg Nézőszám: 3 425 Játékvezető: Iliasz Szpathasz (görög) |

## Lásd még
- 2010–11 a magyar labdarúgásban